# مايك فلوريس
مايك فلوريس (بالإنجليزية: Mike Flores)‏ هو لاعب كرة قدم أمريكية أمريكي، ولد في 1 ديسمبر 1966 في يونغزتاون في الولايات المتحدة.

## وصلات خارجية
- مايك فلوريس على موقع مرجع كرة القدم المحترفة.كوم (الإنجليزية)